# Polybotrya aureisquama
Polybotrya aureisquama är en träjonväxtart som beskrevs av A. Rojas. Polybotrya aureisquama ingår i släktet Polybotrya och familjen Dryopteridaceae. Inga underarter finns listade.